# Mistrovství Evropy v boxu 1989
XXVIII. mistrovství Evropy v boxu proběhlo ve Athénách, Itálie ve dnech 29. května až 3. června 1989. Organizátorem turnaje mistrovství Evropy byla European Amateur Boxing Association (EABA).

## Československá stopa
Závěrečná příprava, dolaďování formy s 5 reprezentaty proběhlo v Dubnici nad Váhom pod vedením Františka Gašparíka. Na začátku roku počítal trenér Gašparík do reprezentace s devíti boxery – Peter Hrivňák, Rudolf Gavenčiak, Michal Franek, Štefan Cirok, Vladimír Várhegyi, Ladislav Husárik, Tibor Rafael, Ivan Vasovčák a Gabriel Hencz. V průběhu přípravy žádný nový talent do této devítky nepřibyl, naopak někteří z reprezentace postupně odpadávali. Prvním byl Rudolf Gavenčiak, kterého po náročné olympijské sezóně začala bolet záda a navíc ho dlouhodobě trápily záprstní kůstky na ruce. Rozhodl se předčasně skončit s vrcholovou přípravou. V březnu další olympionik Peter Hrivňák prodělal těžkou virózu, přišel o skoro měsíc přípravy a fyzické manko do závěrečné nominace nedohnal. Ivanu Vasovčákovi a Ladislavu Husárikovi se výsledkově nevydařili přípravné mezinárodní turnaje.
Z pětice nominovaných nakonec odjela čtveřice. Lehká váha do 60 kg Tibor Rafael se měl během pobytu na dubnovém turnaji Intercup v Kolíně nad Rýnem dopustit krádeže a po disciplinárním řízení byl dočasně vyřazen z reprezentace.
Šéftrenér reprezentace: František Gašparík, trenéři reprezentace: Elenko Savov a Svatopluk Žáček
Na mistrovství Evropy startovali za Československo 4 boxeři:
- −51 kg: Gabriel Hencz (* 1968) ze SVS FMV (TJ Rudá hvězda Ústí nad Labem)
- −54 kg: Vladimír Várhegyi (* 1967) ze SVS FMV (TJ Rudá hvězda Ústí nad Labem)
- −60 kg: Tibor Rafael (* 1970) ze SVS FMV (TJ Rudá hvězda Ústí nad Labem)
- −71 kg: Štefan Cirok (* 1965) z TJ Spartak Komárno
- −75 kg: Michal Franek (* 1967) z ASVS Dukla Olomouc

## Výsledky
| Muži     | Zlato                    | Stříbro                 | Bronz                      | Bronz                       |
| -------- | ------------------------ | ----------------------- | -------------------------- | --------------------------- |
| –48 kg   | Ivajlo Marinov (BUL)     | Róbert Isaszegi (HUN)   | Nišan Munčjan (URS)        | Jan Quast (GDR)             |
| –51 kg   | Jurij Arbačakov (URS)    | János Váradi (HUN)      | Krzysztof Wróblewski (POL) | Krasimir Čolakov (BUL)      |
| –54 kg   | Serafim Todorov (BUL)    | Timofei Screabin (URS)  | Dieter Berg (GDR)          | Robert Ciba (POL)           |
| –57 kg   | Kirkor Kirkorov (BUL)    | Marco Rudolph (GDR)     | Rafał Rudzki (POL)         | Sandro Casamonica (ITA)     |
| –60 kg   | Konstantin Czju (URS)    | Daniel Dumitrescu (ROU) | David Anderson (SCO)       | Giorgio Campanella (ITA)    |
| –63,5 kg | Igor Ružnikov (URS)      | Dariusz Czernij (POL)   | Andreas Otto (GDR)         | Christo Furnigov (BUL)      |
| –67 kg   | Siegfried Mehnert (GDR)  | Borislav Abadžiev (BUL) | Mujo Bajrović (YUG)        | Lóránt Szabó (HUN)          |
| –71 kg   | Israel Akopkochjan (URS) | Rudel Obreja (ROU)      | Rosen Ibišev (BUL)         | Enrico Richter (GDR)        |
| –75 kg   | Henry Maske (GDR)        | Michal Franek (TCH)     | Daniel Krumov (BUL)        | Andrej Kurňavka (URS)       |
| –81 kg   | Sven Lange (GDR)         | Lajos Erös (HUN)        | Sergej Kobozev (URS)       | Kai Helenius (FIN)          |
| –91 kg   | Arnold Vanderlyde (NED)  | Axel Schulz (GDR)       | Andrzej Gołota (POL)       | Bert Teuchert (FRG)         |
| +91 kg   | Ulli Kaden (GDR)         | Jorgos Cachakis (GRE)   | Svilen Rusinov (BUL)       | Alexandr Mirošnyčenko (URS) |

## Medailová bilance
V boxu se rozdělilo celkem 12 sad medailí.
| Pořadí | Stát                                   |       | Muži    | Muži  | Muži | Celkem |
| Pořadí | Stát                                   | Zlato | Stříbro | Bronz |      | Celkem |
| ------ | -------------------------------------- | ----- | ------- | ----- | ---- | ------ |
| 1.     | Východní Německo (GDR)                 |       | 4       | 2     | 4    | 10     |
| 2.     | Sovětský svaz (URS)                    |       | 4       | 1     | 4    | 9      |
| 3.     | Bulharská lidová republika (BUL)       |       | 3       | 1     | 5    | 9      |
| 4.     | Nizozemsko (NED)                       |       | 1       | 0     | 0    | 1      |
| 5.     | Maďarská lidová republika (HUN)        |       | 0       | 3     | 1    | 4      |
| 6.     | Rumunská socialistická republika (ROU) |       | 0       | 2     | 0    | 2      |
| 7.     | Polsko (POL)                           |       | 0       | 1     | 4    | 5      |
| 8.     | Československo (TCH)                   |       | 0       | 1     | 0    | 1      |
| 8.     | Řecko (GRE)                            |       | 0       | 1     | 0    | 1      |
| 10.    | Itálie (ITA)                           |       | 0       | 0     | 2    | 2      |
| 11.    | Západní Německo (FRG)                  |       | 0       | 0     | 1    | 1      |
| 11.    | Skotsko (SCO)                          |       | 0       | 0     | 1    | 1      |
| 11.    | Jugoslávie (YUG)                       |       | 0       | 0     | 1    | 1      |
| 11.    | Finsko (FIN)                           |       | 0       | 0     | 1    | 1      |
| Celkem | Celkem                                 |       | 12      | 12    | 24   | 48     |